# Hall of Fame Tennis Championships 1985
L'Hall of Fame Tennis Championships 1985 è stato un torneo di tennis giocato sull'erba dell'International Tennis Hall of Fame di Newport negli Stati Uniti. È stata la 10ª edizione del torneo che fa parte del Nabisco Grand Prix 1985 e del Virginia Slims World Championship Series 1985. Il torneo maschile si è giocato dall'8 al 14 luglio, quello femminile dal 15 al 21 luglio 1985.

## Campioni

### Singolare maschile
Tom Gullikson ha battuto in finale  John Sadri con il punteggio di 6–3, 7–5

### Doppio maschile
Peter Doohan /  Sammy Giammalva Jr. hanno battuto in finale  Paul Annacone /  Christo van Rensburg con il punteggio di 6–1, 6–3

### Singolare femminile
Chris Evert ha battuto in finale  Pam Shriver con il punteggio di 6–4, 6–1

### Doppio femminile
Chris Evert /  Wendy Turnbull hanno battuto in finale  Pam Shriver /  Elizabeth Smylie con il punteggio di 6–4, 7–6